# Casa de la Cultura (Buenos Aires)
La Casa de la Cultura o Edificio La Prensa es un edificio ubicado en la Avenida de Mayo 575, en la Ciudad de Buenos Aires, edificado en 1898 en estilo Escuela de Bellas Artes de París para el funcionamiento del diario La Prensa, propiedad de José Camilo Paz, que es desde 1985 Monumento Histórico Nacional de la Argentina y que actualmente pertenece al Gobierno de la Ciudad de Buenos Aires.

## Historia

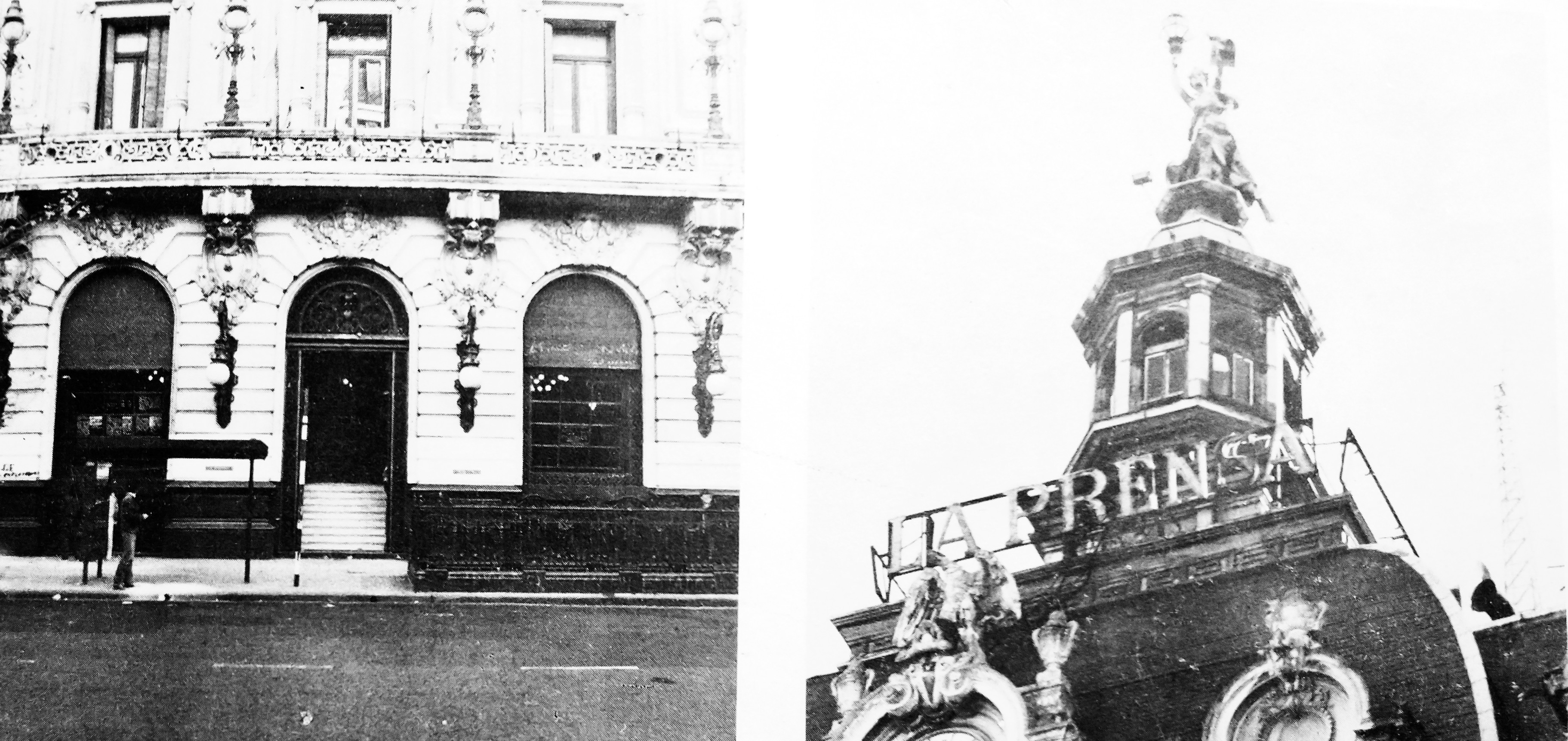
Detalle de la Casa de la Cultura de 1910

El edificio construido a instancias de su propietario José Camilo Paz y proyectado en París, fue adaptado al terreno en la Argentina por los ingenieros Carlos Agote y Alberto Gainza -egresados deL´Ecole des Arts et Manufactures, es así como este edificio también formó parte de aquella imagen parisiense que adquirió Buenos Aires, todavía presente, a través de las obras realizadas por la oligarquía, de las obras concretadas por el estado y del trazado urbano de una parte de la ciudad-  para ser la nueva sede de uno de los diarios más importantes del país (La Prensa) - que hasta ese momento se encontraba en la calle Moreno 73 (actual Moreno al 500)- en la recién inaugurada  Avenida de Mayo (1896), primer boulevard de la ciudad.

### Localización estratégica
La localización del diario La Prensa no era ajena a una “geografía periodística” que se fue configurando en las primeras décadas del siglo en Buenos Aires (265) Varios eran los elementos que favorecían a que los medios de prensa fueran instalados en el centro de la ciudad. Desde la proximidad con el puerto, donde llegaba el papel importado y otros insumos y maquinarias gráficas; la proximidad con las instituciones del poder político y económico (grandes fuentes de noticias), hasta la densidad poblacional y quizá el nivel de alfabetización de dicha población, habitantes (y frecuentadores) del centro y de sus barrios próximos.

### Acontecimientos
El diario “La Prensa”, contaba con una biblioteca de más de 80.000 volúmenes, que llegó a inaugurar una sede en París y en distintos barrios porteños, consultorios médicos y odontológicos, estudio jurídico, escuela de música y un departamento para huéspedes ilustres donde se alojaron, entre otros, el músico Giácomo Puccini, en 1905, cuando visitó Buenos Aires con motivo del estreno de su ópera “La Bohéme”.Cuando en 1951 el diario La Prensa fue expropiado a los Gainza Paz, la biblioteca fue cerrada por cinco años y varios ejemplares se perdieron.
En 1952 los avatares políticos llevaron a la intervención del diario y con el pretexto de que estaba a punto de desmoronarse, fue confinada a un depósito. Fue rescatada y restituida a su emplazamiento cuando el diario fue recuperado por sus dueños en 1956.
Actualmente aloja las oficinas de la Secretaría de Cultura del Gobierno de la ciudad.

## Construcción
Inaugurado en 1898, es un ejemplo de la arquitectura porteña de fines del siglo XIX. Su diseño está basado en los cánones estilísticos de la Escuela de Bellas Artes de París. Las fachadas, tanto sobre la Avenida de Mayo (de 30,70 m) como sobre Rivadavia (30,50 m), están revestidas en símil piedra París (actualmente oculto bajo capas de pintura) y corresponden al estilo Segundo Imperio, ecléctico en sí mismo y comenzado por Charles Garnier, al diseñar la ópera de París que lleva su apellido. El diseño, cálculo y producción del sistema estructural correspondió a la firma Moisant, Laurent, Savey et Cie. de París, especialistas en construcciones metálicas. El águila ubicada sobre el reloj representaba al periodismo que "todo lo ve".
Entre los elementos que componen el frente del edificio se destacan: el balcón unificado sobre el que apoyan faroles eléctricos, el reloj, y especialmente  la monumental farola con su figura femenina que se constituye, desde los primeros años del siglo, un signo de identidad tanto de la Avenida como de la ciudad. Esta farola, una estatua de representación alegórica al periodismo. 
Los autores optaron por una planta estructurada en torno a un patio central. A partir del esquema, en dos subsuelos, planta baja, y seis pisos se distribuyeron locales destinados a sistemas de impresión y distribución del periódico, atención al público y comercialización, despachos y salas de recepción, salón de conferencias, departamentos para huéspedes de importancia, oficinas técnicas y administrativas, salones de esparcimiento para el personal, biblioteca para 6000 volúmenes (hoy 80000) consultorios profesionales para atención al público. En el Salón de actos, copia exacta del salón del Palacio de Versalles, se ofrecían conferencias y exposiciones, siendo sede desde 1915, del Instituto Popular de Conferencias, presidido por Zeballos. 

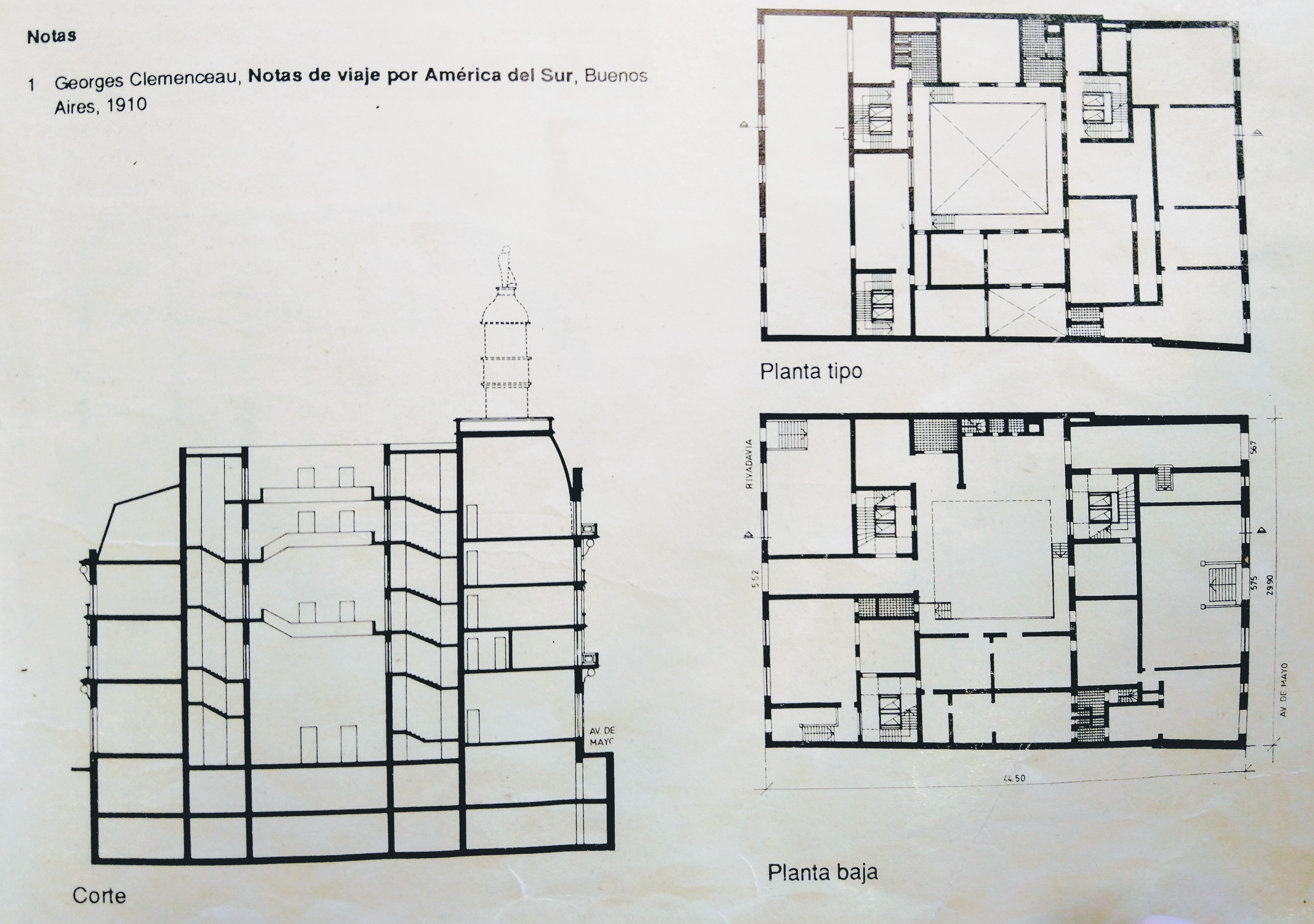
Planta baja, planta tipo y corte de la Casa de la Cultura

El interior del majestuoso edificio se inspira en el mismo estilo, y en la construcción intervinieron principalmente empresas francesas: la estructura metálica  fue construida por Moisant, Laurenti, Savey et Cie., los solados de mosaicos por H. Boulanger, la herrería por Val d'Osne, la firma de Estados Unidos Spargne instaló los cinco ascensores eléctricos y seis montacargas, T. MIchelet la zinguería y la pizarra y Paul Garnier se encargó del reloj de la fachada. Un detalle del interior del edificio son las cañerías que comunican las oficinas. Esas cañerías eran utilizadas para enviar correspondencia a la central de correo que se encontraba en el primer piso.
Contaba además con servicios gratuitos como consultorios médicos, jurídicos, biblioteca y un observatorio meteorológico.
En 1955 fue declarado Museo Histórico Nacional por su valor histórico y arquitectónico.
Como descripción del edificio construido el propio diario La Prensa publicó el siguiente extracto:

La casa de La Prensa se construye en un terreno de su propiedad ubicado en la Avenida de Mayo entre las calles Bolívar y Perú, al lado de la Intendencia Municipal. La casa tendrá doble sótano que va a una profundidad de 8,30 metros debajo del nivel de la vereda. El primer sótano estará a 1,70 m sobre el nivel de la calle y se destinará al depósito  de máquinas. La gran puerta de la derecha dará circulación a carruajes y carros en salida a ambas calles. La parte central del piso bajo es para la administración, en un espacioso salón provisto de grandes ventanas vidriera. El primer piso alto será ocupado por la dirección y redacción, ocupando también parte del segundo. El tercer piso se destina en considerable porción a apartamentos para empleados con sus familias, que por razones de servicio deben estar todo el día en la casa. El frente de Rivadavia del primer piso alto es totalmente ocupado por un salón de conferencias y fiestas, con palco escénico y debidamente decorado. En el último piso alto va el departamento de tipógrafos. La alta torre, cuyo faro está a 50 metros sobre el nivel de la calle, servirá de observatorio, desde donde se podrá dominar la ciudad; siendo además provista de mecanismos para dar noticias por señales, en circunstancias determinadas. La iluminación será eléctrica, provista por instalaciones propias que ocuparán mayormente el segundo subsuelo. Los servicios internos y las comunicaciones de las diversas secciones se harán por ascensores, tubos neumáticos, etc.
Diario La Prensa, 18 de octubre de 1895

Federico Ortiz   y  Juan Mantero, mencionan la respuesta del edificio a la calle en su libro, arquitectura del liberalismo en Argentina:

Obras de calidad se vuelcan en la avenida, el Diario La Prensa, el Hotel Chile y el Palacio Barolo, entre otros, constituyen expresiones diferentes, representativas, que sin embargo apoyan la unidad expresiva de la calle. La diversidad de formas, las alturas variantes, la ondulación de fachadas, la resolución de las esquinas, los remates profusos, que a pesar de su variedad o aún por eso mismo logran que la avenida de mayo sea hoy ejemplo de algo, que en el campus urbanístico una generación posterior no pudo resolver.
La Arquitectura del liberalismo en la Argentina (1968) Federico Ortiz - Juan Mantero. Editorial. Buenos Aires.

### La farola

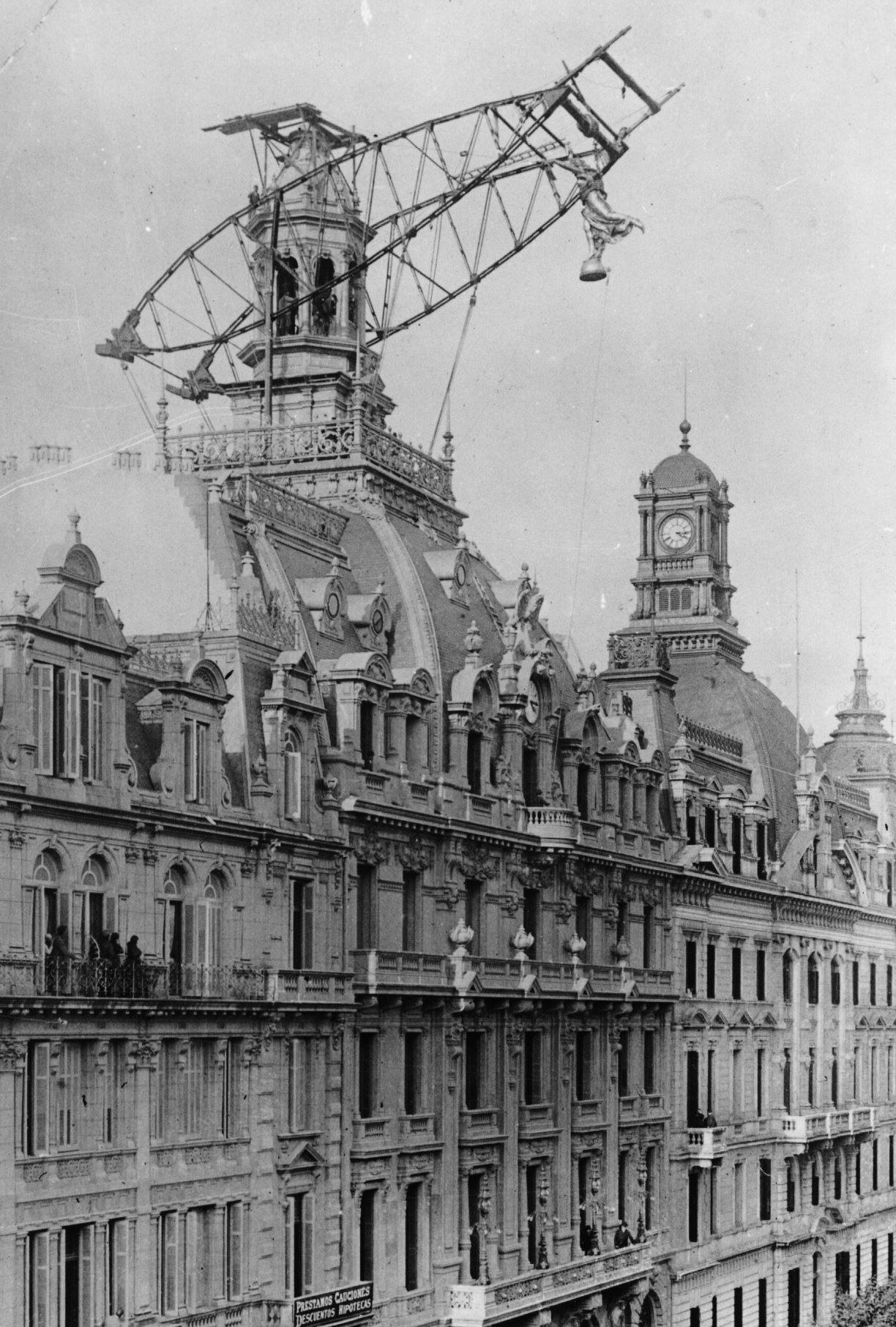
Colocación de la estatua del Edificio La Prensa en 1898

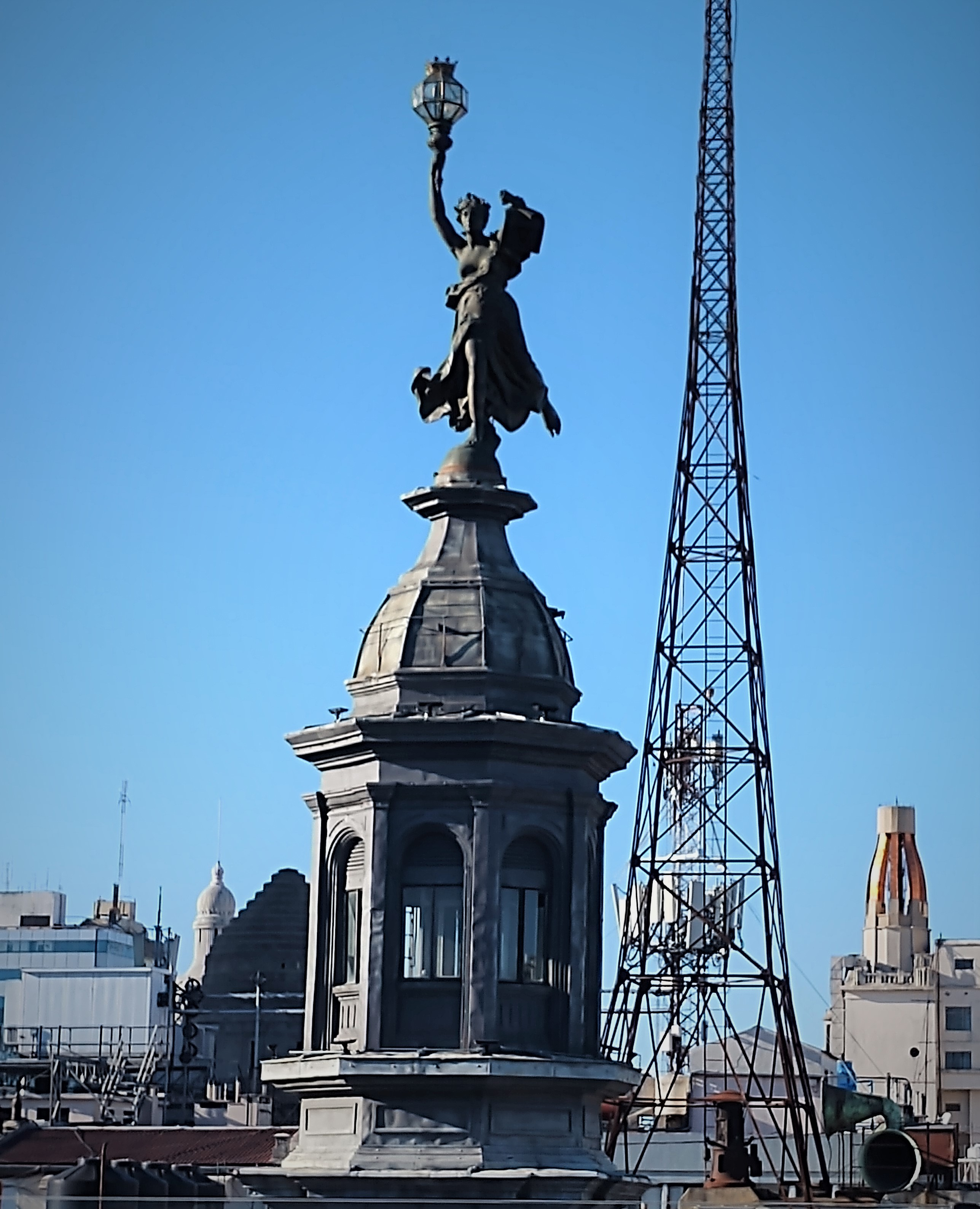
La estatua que corona la torre, obra de Maurice Bouval.

En el frente, una farola de bronce dorado de 5,50 metros de altura y 4.100 kilos corona la torre. La estatua, que es la figura de una mujer que representa a la diosa de la sabiduría Palas Atenea. La obra fue realizada por el escultor Maurice Bouval, de la casa de Thibaut Frères de París. Se la transportó desde Francia y se la elevó 50 m hasta la posición actual en 1898, mediante un elevador colocado en la misma torre. Se cuenta que unas 20 000 personas presenciaron el espectáculo.[cita requerida]
La diosa Palas Atenea sostiene en su mano derecha una antorcha, elevándola como iluminando el camino y que se ilumina con electricidad. La antorcha representa al fuego sagrado que Prometeo robó en beneficio de los hombres. El uso de la electricidad en la obra, resultaba de gran modernidad para finales del siglo XIX. En su mano izquierda lleva un periódico de proclama. La Prensa fue expropiada por la administración de Juan Perón en 1951, mediante el cual el edificio pasó a ser propiedad de la Confederación General del Trabajo. La CGT quitó la farola en 1952, supuestamente por temor a que pudiera colapsar. Cuando el diario fue devuelto a sus dueños -como consecuencia de la caída del peronismo-, la familia Gainza Paz colocó nuevamente la farola en 1956.[cita requerida]

### La sirena
Era común, en la época de construcción del edificio, que se anunciaran las noticias importantes con bombas de estruendo. 
El 29 de julio de 1900 el diario La Prensa incorporaba la novedad de anunciarlas  mediante el uso de su sirena. 
Sonó por primera vez el 27 de julio de 1900, cuando asesinaron al rey Humberto I de Italia.
Con ella se anunciaron otros grandes acontecimientos, como la llegada del hombre a la Luna, en 1969, la obtención de parte de la Argentina del Campeonato Mundial de Fútbol de 1978, el desembarco argentino en las Islas Malvinas, el 2 de abril de 1982, el paso del Papa Juan Pablo II, y el regreso de la democracia con la asunción del presidente Raúl Alfonsín, en 1983. El 19 de marzo de 2013, a las 12:00, la sirena sonó en conjunto con todas las campanas del país para celebrar la asunción del Papa Francisco.

### El Salón Dorado

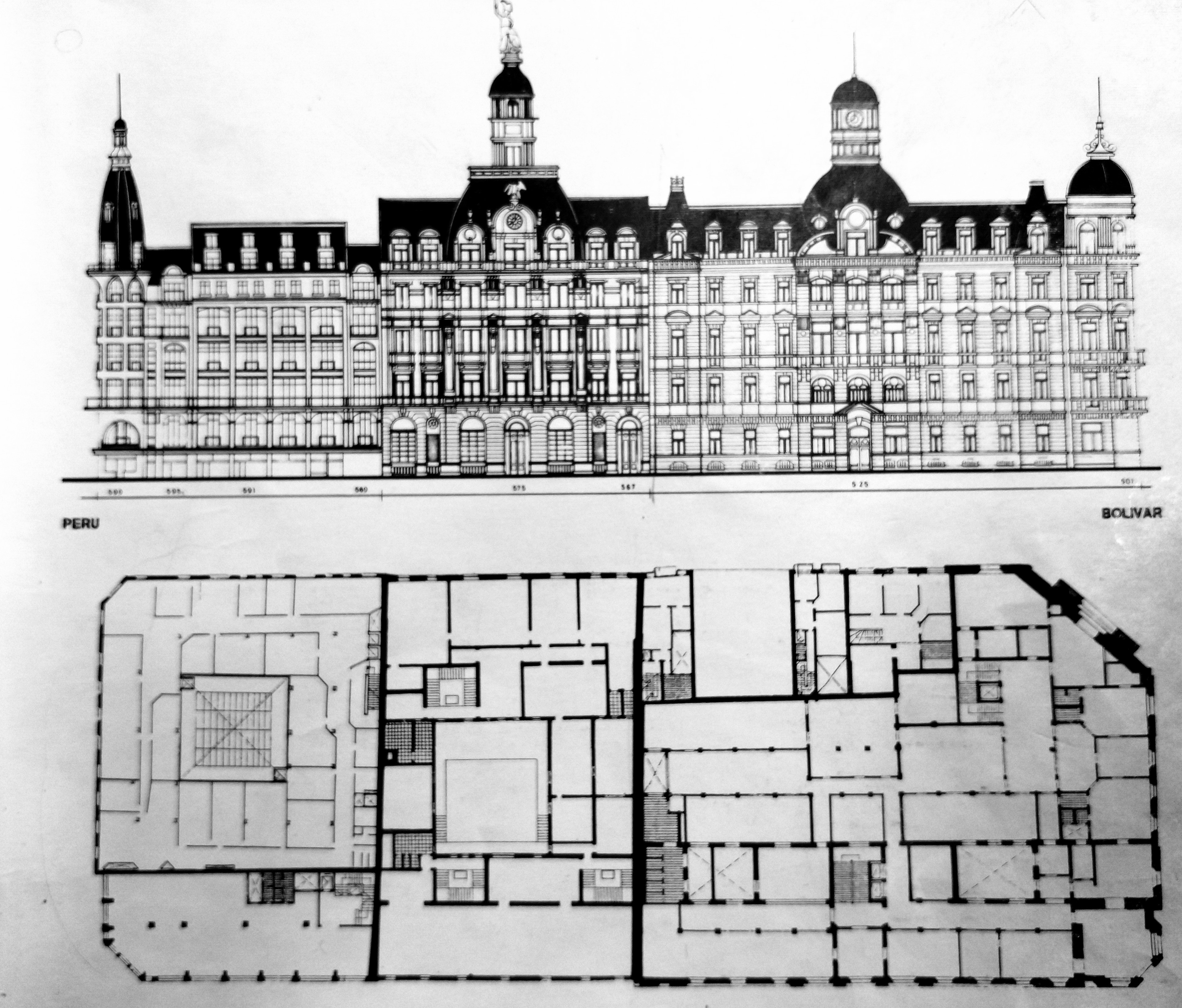
Tejido urbano de entre las calles Perú y Bolívar

Ubicado en el primer piso del edificio, el Salón Dorado del diario La Prensa fue originalmente el “salón de conferencias populares”. Su decoración fue inspirada en los salones del Palacio de Versalles, empleándose para la misma, tallas doradas, espejos y grandes tapices, traídos de Francia, al igual que el parqué del Salón y de su antesala. Este representa un templo laico consagrado a la “igualdad del hombre”. 
En él aparece nuevamente Atenea en las pinturas del cielorraso, acompañada por siete musas. La estancia exhibe tres gobelinos que relatan la vida de Esther. En el mismo salón se encuentra en una pared, un bajorrelieve de ángeles apocalípticos que anuncian una revelación: la letra “P”, de Palabra, de Prensa, de Periodismo.
En el primer piso existe un salón de actos que recibe el nombre de Salón Dorado, aunque primitivamente se llamó Instituto Popular de Conferencias, y en él el diario organizaba reuniones semanales.
Destacadas personalidades de las letras y las artes, ya sea argentinas como extranjeras, dictaron conferencias en él, entre ellos Jorge Luis Borges.
En el cielorraso está pintada nuevamente Atenea acompañada por siete musas.
En este salón hay tres Gobelinos que relatan la vida de Ester. Con ellos se pretende simbolizar el triunfo de la paz.
También hay una pared que con un bajorrelieve de ángeles apocalípticos que anuncian la revelación de la letra "P" (Paz, Prensa y periodismo).

## Espacio público
La  Prensa  fue  el  primer  diario  cuyo  edificio  fue construido pensando en su uso público. Para ello se lo pensó con la posibilidad de que el público formara parte la actividad del diario ya que contaban con una pizarra que contenía las noticias actualizadas, podía ser vista desde la vereda generando un lugar donde las personas podían conocer las noticias más importantes antes de la aparición de los periódicos. También se llevaban a cabo  las conferencias que acontecían entre mayo y octubre, en sesiones semanales, en el salón de actos públicos de La Prensa; estas eran gratuitas y proferidas por profesores de prestigiosas universidades como la de Buenos Aires o la de La Plata, por funcionarios gubernamentales, escritores, periodistas y por “visitantes ilustres” (como por ejemplo, los brasileros Rui Barbosa, Oliveira Lima, Coelho Netto; los franceses, como Leoy Brühl, Langevin, Moret, Glotz y Fougeres, o el chileno Gonzalo Bulnes). 
En estos mismos, los oradores no recibían estipendio, hecho que mostraba que su interés de participación podía radicar en la propia publicidad y en el prestigio que de allí podrían obtener al igual que las conferencias , las asambleas estudiantiles se llevaban a cabo en este lugar. La Prensa, en esa época, era una verdadera Casa del Pueblo. En su gran hall o en los salones del segundo piso, se celebraban todas las asambleas de los gremios en huelga.

## Actualidad
La disminución del número de lectores en el periódico ayudó a la venta del emblemático edificio en 1988, que actualmente alberga al Ministerio de Cultura del Gobierno de la Ciudad de Buenos Aires. 

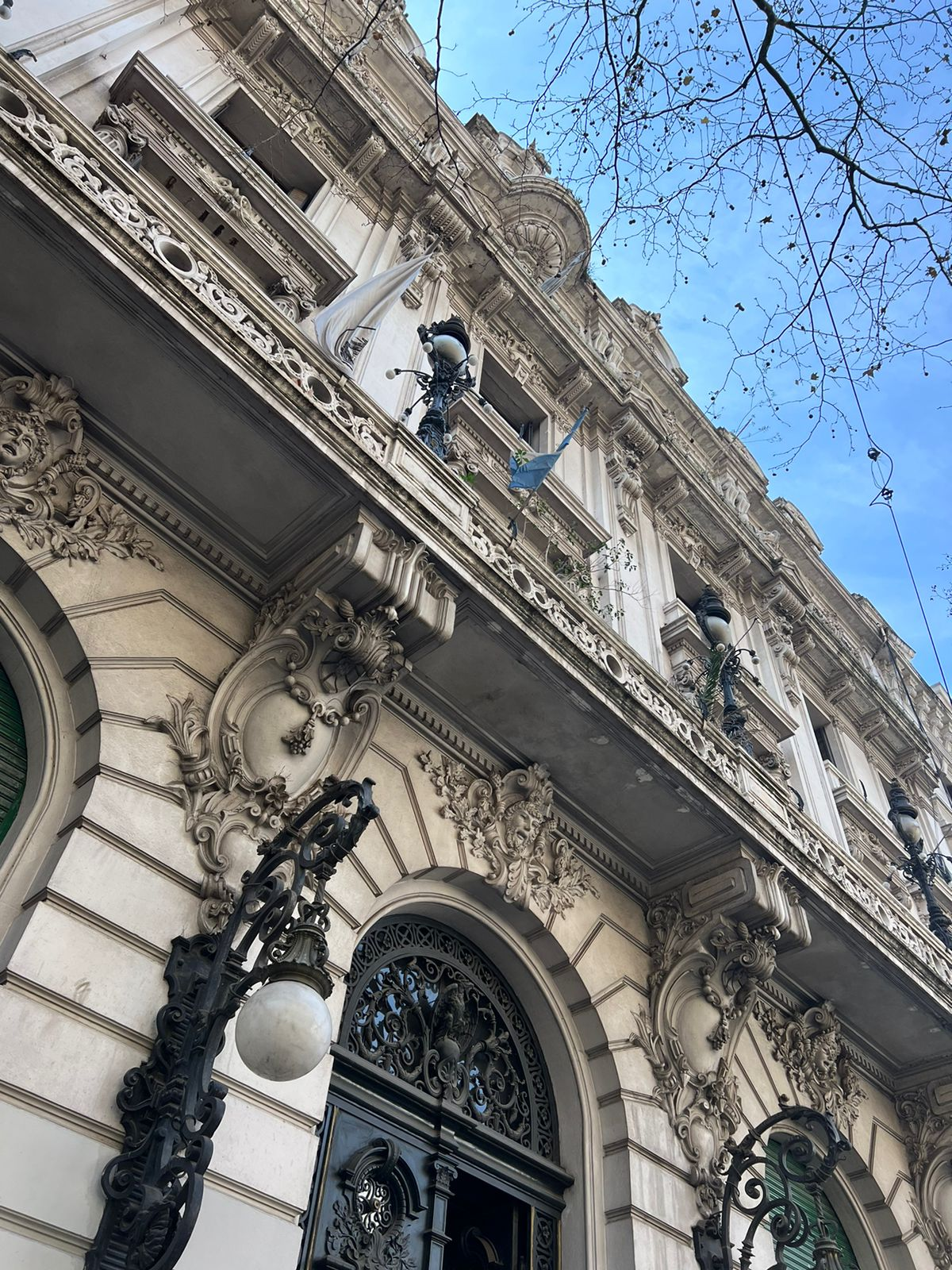
ornamentación en la fachada

Además tiene sectores públicos en los cuales se desarrollan eventos culturales como exposiciones (fundamentalmente en sus subsuelos, donde se hallaban las salas de máquinas), conferencias, congresos, conciertos, espectáculos infantiles y de danza, clases de tango y visitas guiadas.
El Pasaje Ana Díaz comunica a la Casa de La Cultura con el Palacio de Gobierno de la Ciudad de Buenos Aires. En él se realizan exposiciones temporarias de arte. También es la sede de la Dirección General del Patrimonio que ha publicado distintos tipos de materiales sobre la ciudad a precios muy accesibles. Se ofrecen desde guías con información clara y completa, hasta mapas de todo tipo y libros especializados en los barrios, los cafés históricos de Buenos Aires, y distintos trabajos de investigación sobre leyendas, arquitectura y costumbres. Las visitas guiadas son los sábados a las 16 y 17 y los domingos de 11 a 16. Se realizan en español y en inglés, y son gratuitas.

## Galería

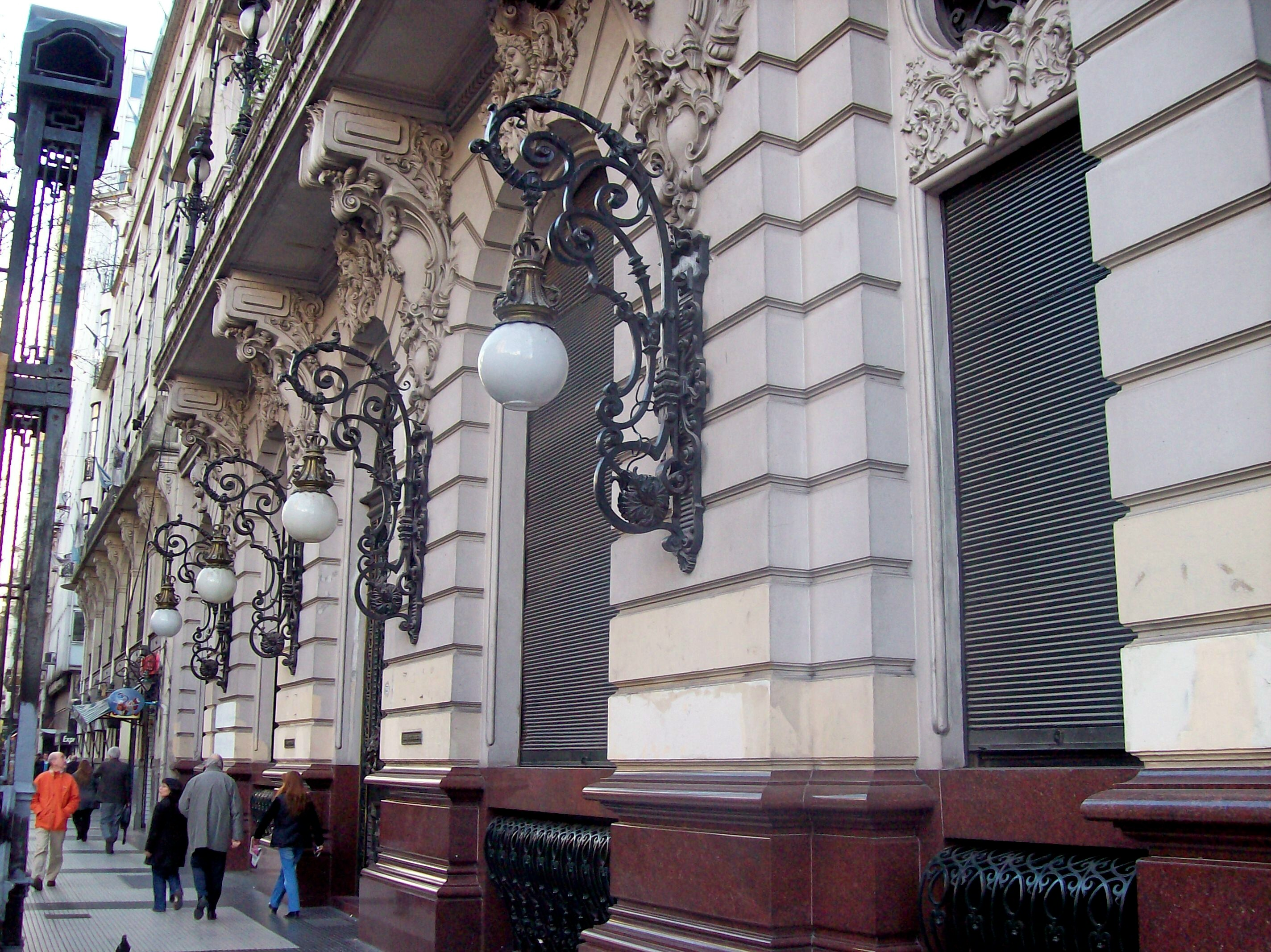
Entrada por Avenida de Mayo.
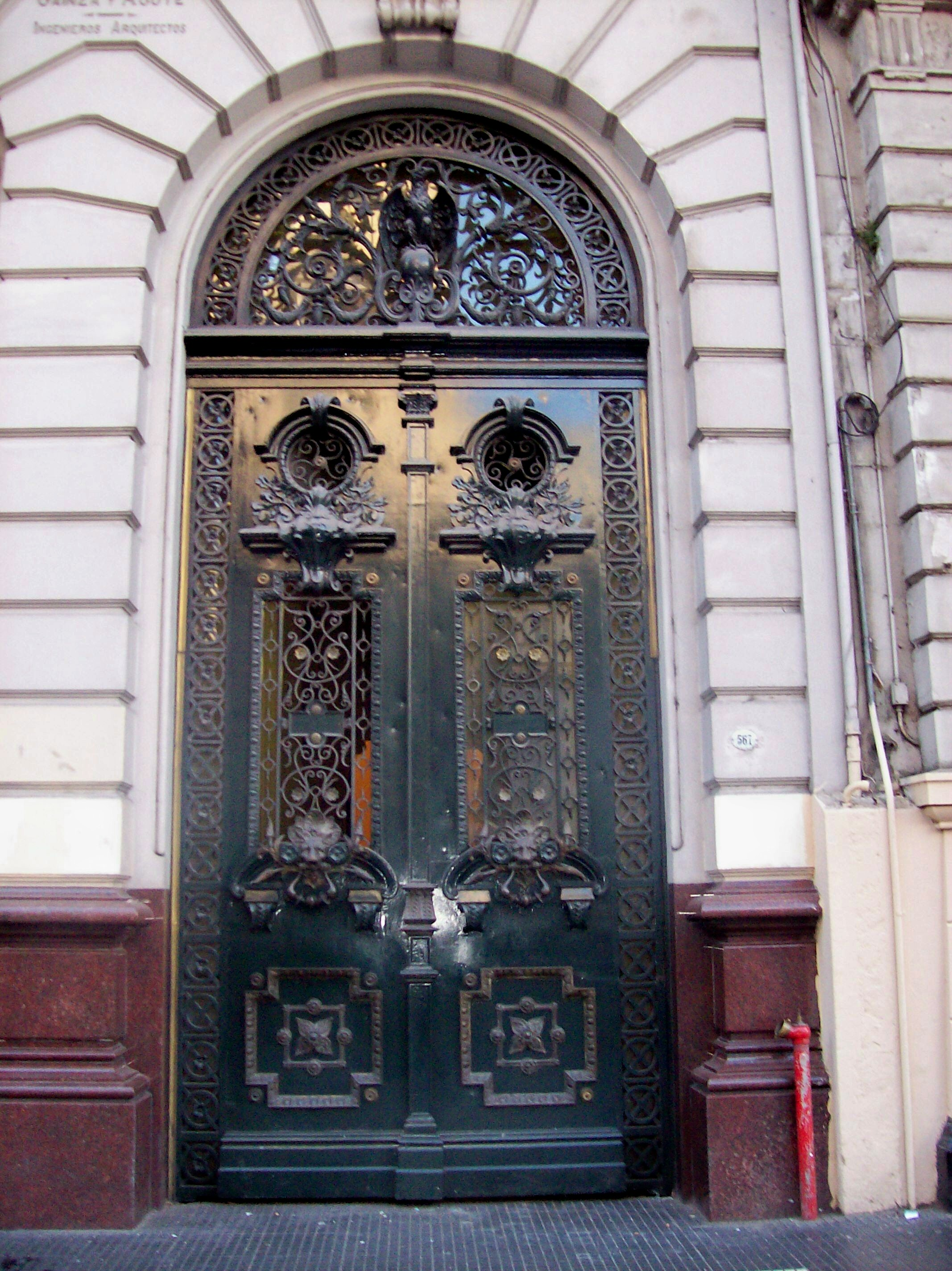
Puerta de entrada.
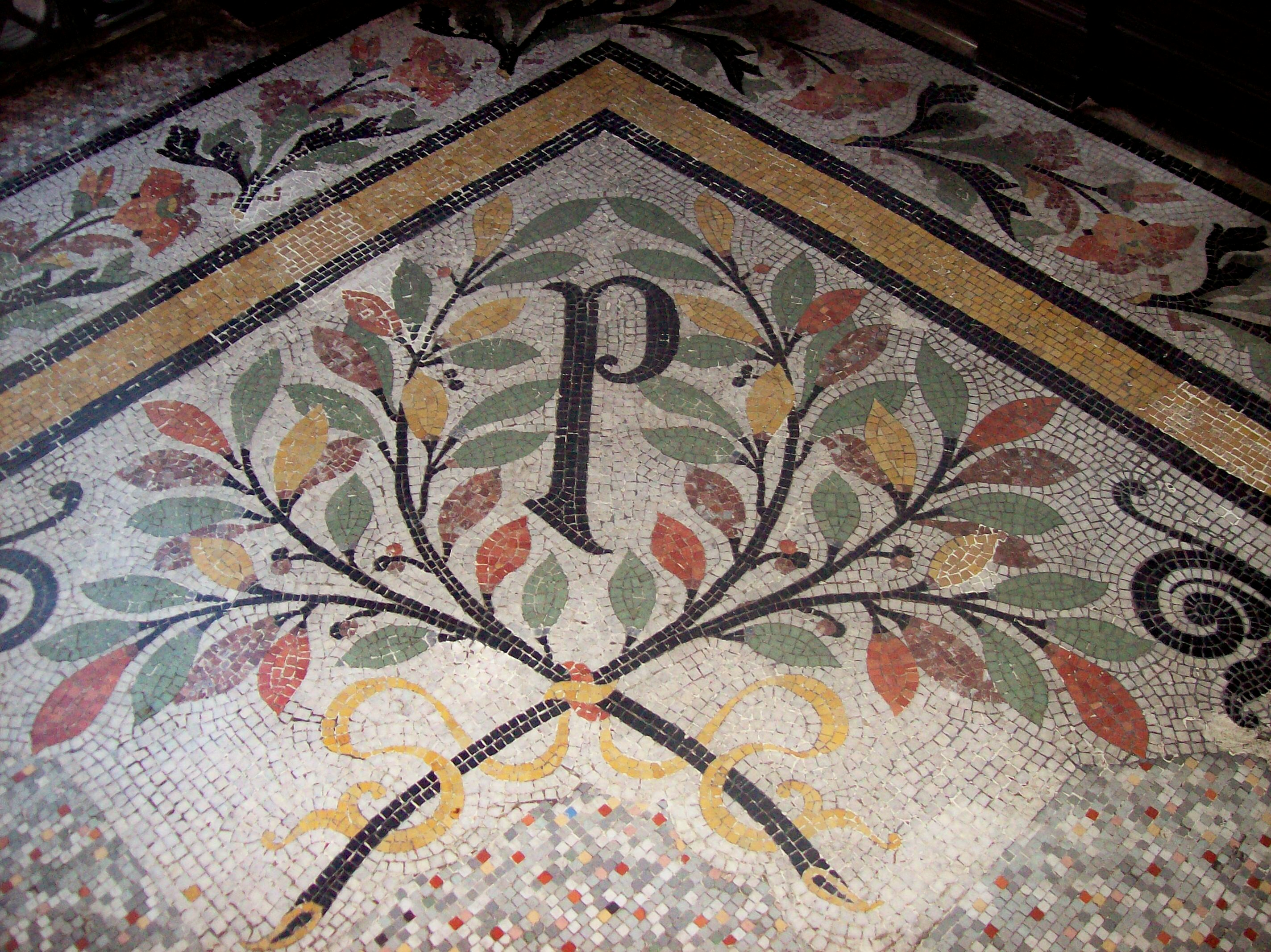
Detalle del piso de la entrada
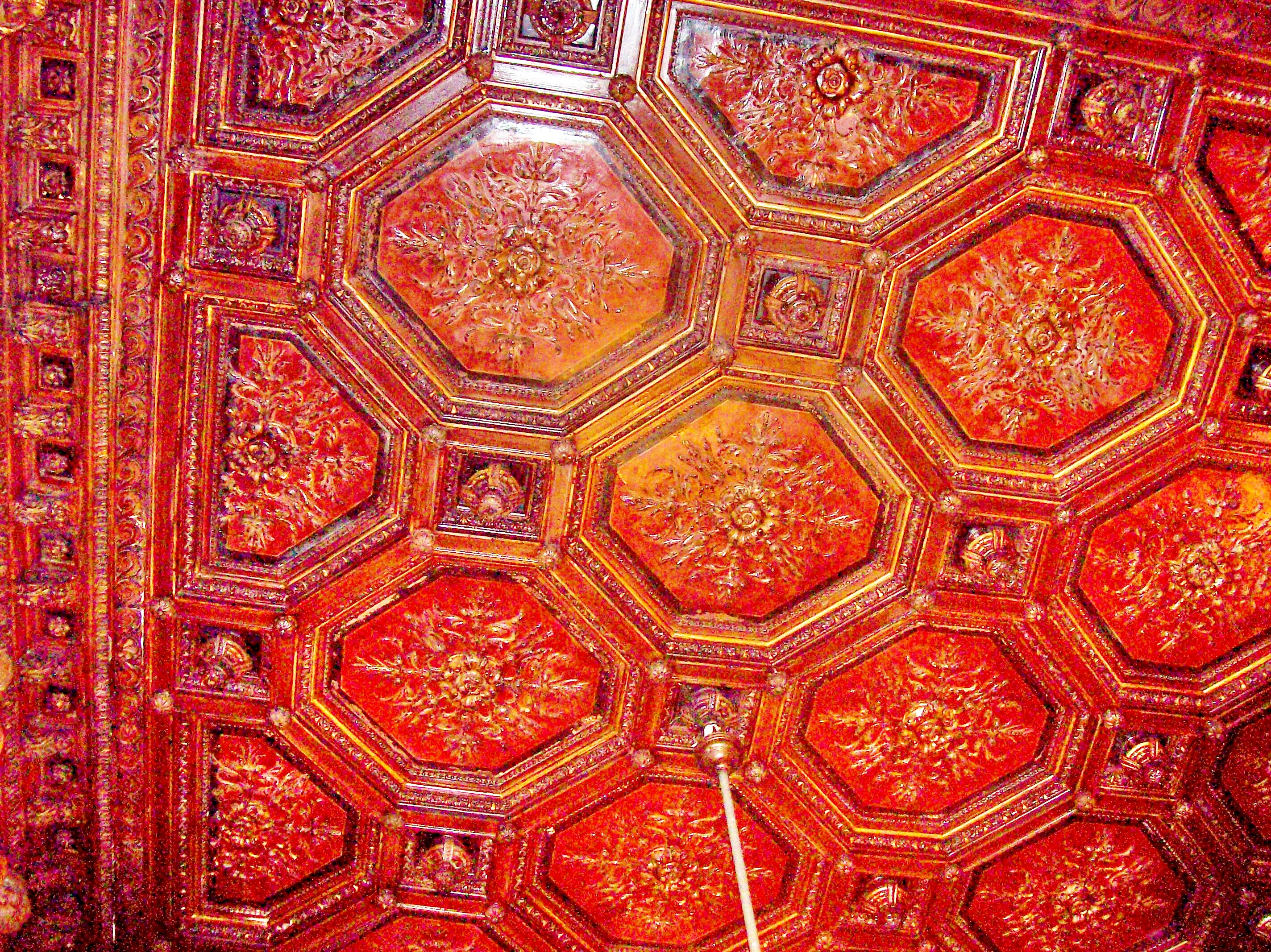
Detalle del cielorraso.
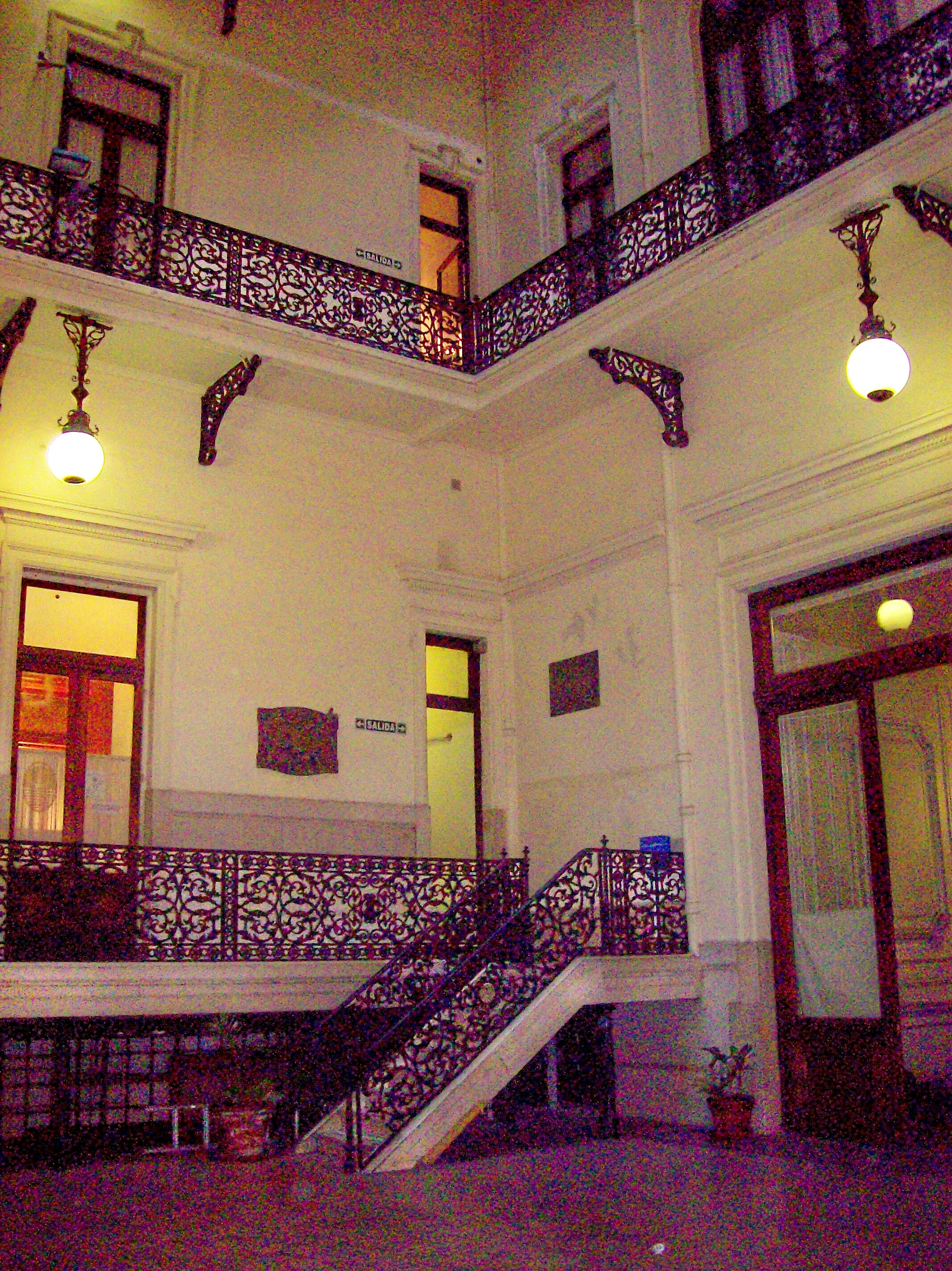
Patio interior.
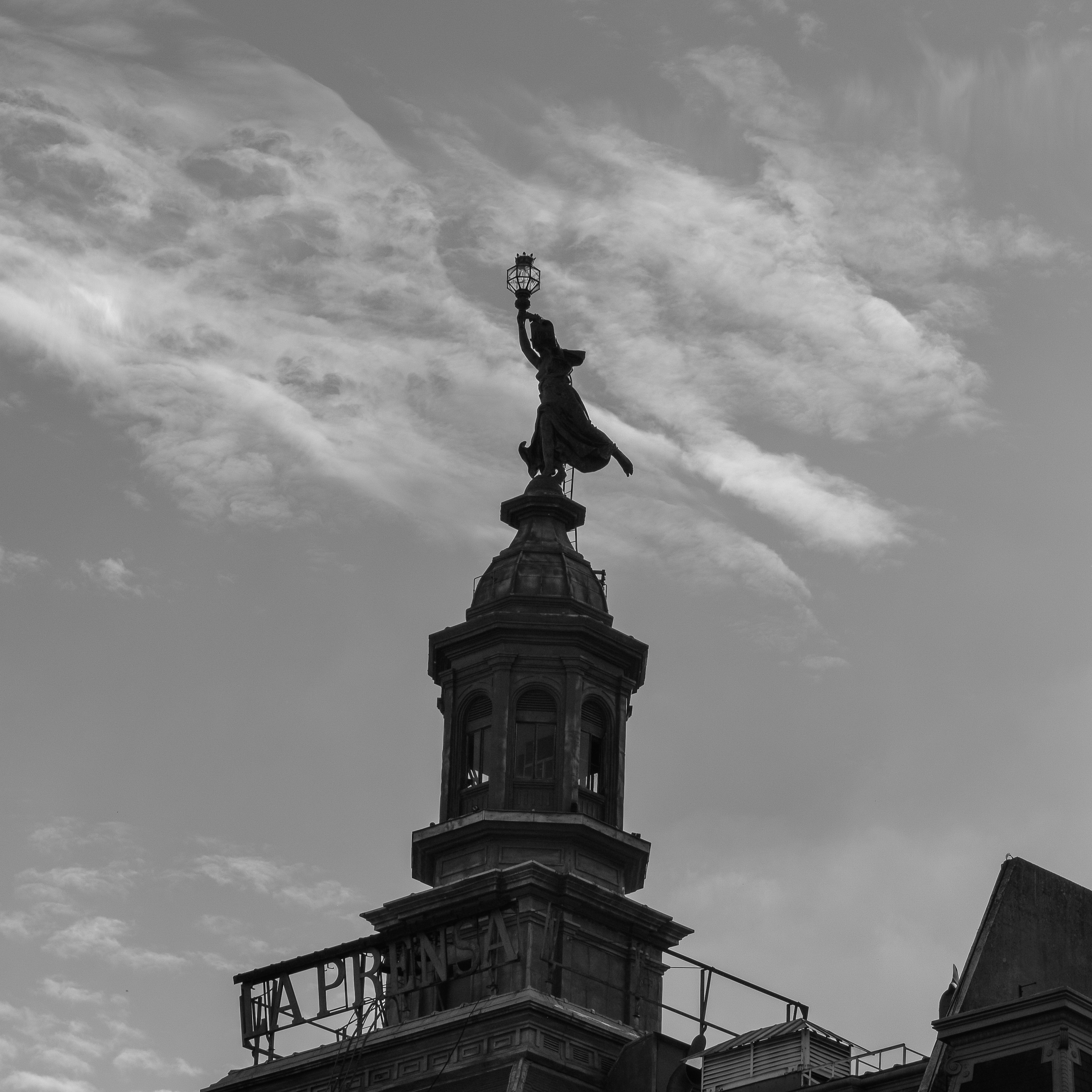
Escultura de la Diosa Palas Ateneas (diosa griega), o Minerva (diosa romana),